# Frankie Knuckles
Francis Warren Nicholls Jr. (n. 18 ianuarie 1955, New York City, New York, SUA – d. 31 martie 2014, Chicago, Illinois, SUA), cunoscut profesional ca Frankie Knuckles, a fost un DJ, producător muzical și remixer american. El a jucat un rol important în dezvoltarea și popularizarea muzicii house, un gen muzical care a apărut în Chicago la începutul anilor 1980 și s-a răspândit ulterior în întreaga lume. În 1997, Knuckles a câștigat Premiul pentru cea mai bună înregistrare remixată, non-clasică=. Datorită importanței sale în dezvoltarea genului, Knuckles a fost adesea numit „Părintele muzicii house”.

## Cariera muzicală

### Anii 1970–1980
Născut în New York City, în Bronx, Knuckles și prietenul său Larry Levan au început în adolescență, în 1975, să frecventeze discotecile. În timp ce studiau designul textil la FIT, Knuckles și Levan au început să lucreze ca DJ, mixând soul, disco și R&B la două dintre cele mai importante discoteci timpurii, The Continental Baths și The Gallery. DJ-ingul lor i-a condus la Loft și la Galerie, Levan devenind DJ rezident la Continental Baths. Knuckles, inițial ezitant în egătură cu Baths, a început în cele din urmă să mixeze acolo până la închiderea sa în 1976.
The Continental Baths, situate sub Hotelul Ansonia, erau niște băi de lux pentru persoanele gay, cunoscute pentru băile de aburi, piscina, discoteca și multe altele. Levan a plecat în 1974, stabilind ulterior prototipul pentru Paradise Garage. După plecarea lui Levan, Knuckles a devenit DJ rezident al băilor până la închiderea acestora.
La sfârșitul anilor 1970, Knuckles s-a mutat din New York City la Chicago, unde vechiul său prieten, Robert Williams, deschidea ceea ce a devenit clubul de noapte numit Warehouse. Când clubul s-a deschis la Chicago în 1977, a fost invitat să mixeze în mod regulat. Knuckles a acceptat oferta și s-a mutat la Chicago în 1977, devenind DJ rezident la Warehouse. Warehouse, situat în zona industrială de vest a Chicago, a apărut ca un sanctuar pentru comunitatea de culoare și gay a orașului, oferind un refugiu pentru cei care căutau libertate și salvare prin muzică. Seturile de DJ ale lui Knuckles la Warehouse au fost experiențe transformatoare, atrăgând mulțimi de până la 2000 de persoane, în principal din minoritățile de culoare și gay. Petrecerile intense și pline de suflet ale clubului au devenit asemănătoare cu o adunare religioasă, la care participanții diverși au găsit unitate și conexiune spirituală.
La sfârșitul anilor 1970, pe măsură ce muzica disco se confrunta cu provocări, Knuckles căuta modalități de a menține genul în viață în Chicago. A început să experimenteze cu re-editări ale melodiilor, prelungind introducerile și pauzele și adăugând noi ritmuri pentru a revigora hiturile vechi. Aceste experimente de alchimie DJ la Warehouse au pus bazele apariției muzicii house. În timp ce Warehouse a fost inițial întâmpinat cu scepticism din partea scenei mai largi a cluburilor din Chicago, a obținut în cele din urmă recunoaștere pe măsură ce a început să participe și public heterosexual aventuros. Wayne Williams, un tânăr DJ din partea de sud a orașului, a fost printre cei influențați de muzica lui Knuckles. Williams, inspirat de sunetul unic, l-a introdus publicului său, devenind unul dintre cei mai de succes DJ din Chicago și răspândind muzica "house" dincolo de cluburile gay.
Numele muzicii house în sine provine din Warehouse, reflectând atmosfera exclusivă, underground a clubului. Inițial, „house” se referea la o atitudine și un sentiment asociat cu muzica cool, underground. Pe măsură ce Knuckles a continuat să remodeleze piesele disco și să experimenteze cu remixuri, termenul „house” a evoluat într-un gen muzical propriu.
Knuckles a continuat să fie DJ la Warehouse până în noiembrie 1982, când și-a deschis propriul club din Chicago, The Power Plant.
În jurul anului 1983, Knuckles și-a cumpărat primul drum machine, pentru a-și îmbunătăți mixurile, de la Derrick May, un tânăr DJ care călătorea regulat din Detroit pentru a-l vedea pe Knuckles la Warehouse și pe Ron Hardy la Music Box, ambele în Chicago. Combinația dintre impulsurile simple, repetitive ale drum machine-urilor și o suprapunere de piese clasice ale cultului disco au definit sunetul muzicii Chicago house în perioada sa timpurie, un sound pe care mulți producători locali au început să-l imite în studiouri până în 1985.
Când următorul său club, Powerhouse, s-a închis în 1987, Knuckles s-a mutat în Marea Britanie timp de patru luni unde a fost DJ la DELIRIUM!, o petrecere care avea loc joi seara la Heaven, un club de noapte gay din Londra. Artiștii Chicago house au fost la mare căutare și au avut un succes major în Marea Britanie cu acest nou gen de muzică. Knuckles a avut, de asemenea, o perioadă la New York, unde a continuat să se cufunde în producție muzicală, remixuri și înregistrari. În 1988, a fost lansat cel de-al treilea album al trupei Pet Shop Boys, Introspective, care îl prezenta pe Knuckles în postura de co-producător al piesei „I Want a Dog”.

### Colaborarea cu Jamie Principle
În 1982, lui Knuckles i-a fost prezentat pe atunci necunoscutul Jamie Principle de către prietenul comun Jose „Louie” Gomez, care înregistrase vocal-dub-ul original al piesei „Your Love” pe bandă reel-to-reel. Louie Gomez s-a întâlnit cu Frankie la grupul local de înregistrări (IRS) și i-a dat o copie pe bandă a piesei. Knuckles a folosit mixul dub nelansat al lui Gomez timp de un an întreg în seturile sale, timp în care a devenit piesa favorită a publicului. Knuckles a mers mai târziu în studio pentru a reînregistra piesa cu Principle și, și în 1986 a contribuit la lansarea pe vinil a melodiilor Your Love și Baby Wants to Ride, după ce aceste piese fuseseră nelipsite de pe player-ul său cu bandă magnetică la Warehouse timp de un an.
Pe măsură ce muzica house se dezvolta în Chicago, producătorul Chip E. l-a luat pe Knuckles sub tutela sa și i-a produs prima piesă, „You Can’t Hide from Yourself”. Apoi au venit mai multe producții muzicale, inclusiv „Baby Wants to Ride” al lui Jamie Principle, iar mai târziu „Tears” cu Robert Owens (de la Fingers Inc.) și (protejatul lui Knuckles și viitorul asociat Def Mix) Satoshi Tomiie.

### Anii 1990–2010

Frankie Knuckles în 2006 (în stânga)

Knuckles a realizat numeroase mixuri Def Classic cu John Poppo ca inginer de sunet, și a colaborat cu David Morales la Def Mix Productions. Albumul său de debut, Beyond the Mix (1991), lansat la Virgin Records, conținea ceea ce ar fi considerată lucrarea sa fundamentală, „The Whistle Song”, care a fost primul dintre cele patru numere 1 în topul Dance din SUA. Mixul Def Classic al piesei „Change” a Lisei Stansfield, lansat în același an, prezenta, de asemenea, o temă asemănătoare fluieratului. O altă piesă de pe album, „Rain Falls”, avea vocea Lisei Michaelis. Opt mii de copii ale albumului se vânduseră până în 2004. Alte remixuri cheie din această perioadă includ rework-ul imnului Electribe 101 „Talking with Myself” și „Where Love Lives” al lui Alison Limerick.
Când Junior Vasquez a luat o pauză de la The Sound Factory din Manhattan, Knuckles s-a ocupat și a inițiat o perioadă de succes ca DJ rezident. A continuat să lucreze ca remixer în anii 1990 și în următorul deceniu, reprelucrând piese de la Michael Jackson, Luther Vandross, Diana Ross, Eternal și Toni Braxton. A lansat mai multe single-uri noi, inclusiv „Keep on Movin’” și o reeditare a unui hit anterior „Bac N Da Day” cu Definity Records. În 1995, a lansat al doilea album intitulat Welcome to the Real World. Până în 2004, s-au vândut 13.000 de exemplare.
Knuckles, fiind deschis în privința orientării sale sexuale gay, a fost introdus în Chicago Gay and Lesbian Hall of Fame⁠(d) în 1996.
În 2004, Knuckles a lansat un album cu 13 piese de material original - primul său în peste un deceniu - intitulat A New Reality.

## Decesul
La mijlocul anilor 2000, Knuckles a dezvoltat diabet de tipul 2. A dezvoltat osteomielită după ce și-a rupt piciorul la snowboard și i-a fost amputat după ce a refuzat să-și ia concediu pentru tratament. Pe 31 martie 2014, a murit la Chicago, la vârsta de 59 de ani, din cauza complicațiilor cauzate de diabetului său.

## Moștenire
În aprilie 2015, la un an după moartea sa, Defected Records a lansat o compilație retrospectivă, House Masters Frankie Knuckles; Knuckles selectase lista de melodii înainte de moartea lui. De asemenea, în aceeași lună, ca un tribut adus lui Knuckles, o versiune a piesei sale „Baby Wants to Ride” a fost lansată de Underworld și Heller and Farley pentru a marca aniversarea unui an de la moartea sa. A ajuns direct pe primul loc în primul Official Vinyl Singles Chart din Marea Britanie. Toate încasările au mers către Frankie Knuckles Trust/Elton John AIDS Foundation. Un an după moartea sa, pe 4 aprilie 2015, la BBC Radio 1 a fost difuzat un Essential Mix în memoriam conținând două piese ale lui Knuckles anterior nelansate. Knuckles a fost prezentat în filmele documentare Maestro (2003), scrise și regizate de Josell Ramos, The UnUsual Suspects: Once Upon a Time in House Music (2005), regizat de Chip E. și Continental (2013) despreContinental Baths.
Frankie Knuckles s-a referit la muzica house drept „răzbunarea muzicii disco” – o expresie care a fost lăudată de artiști și DJ după moartea sa.

## Premii și onoruri

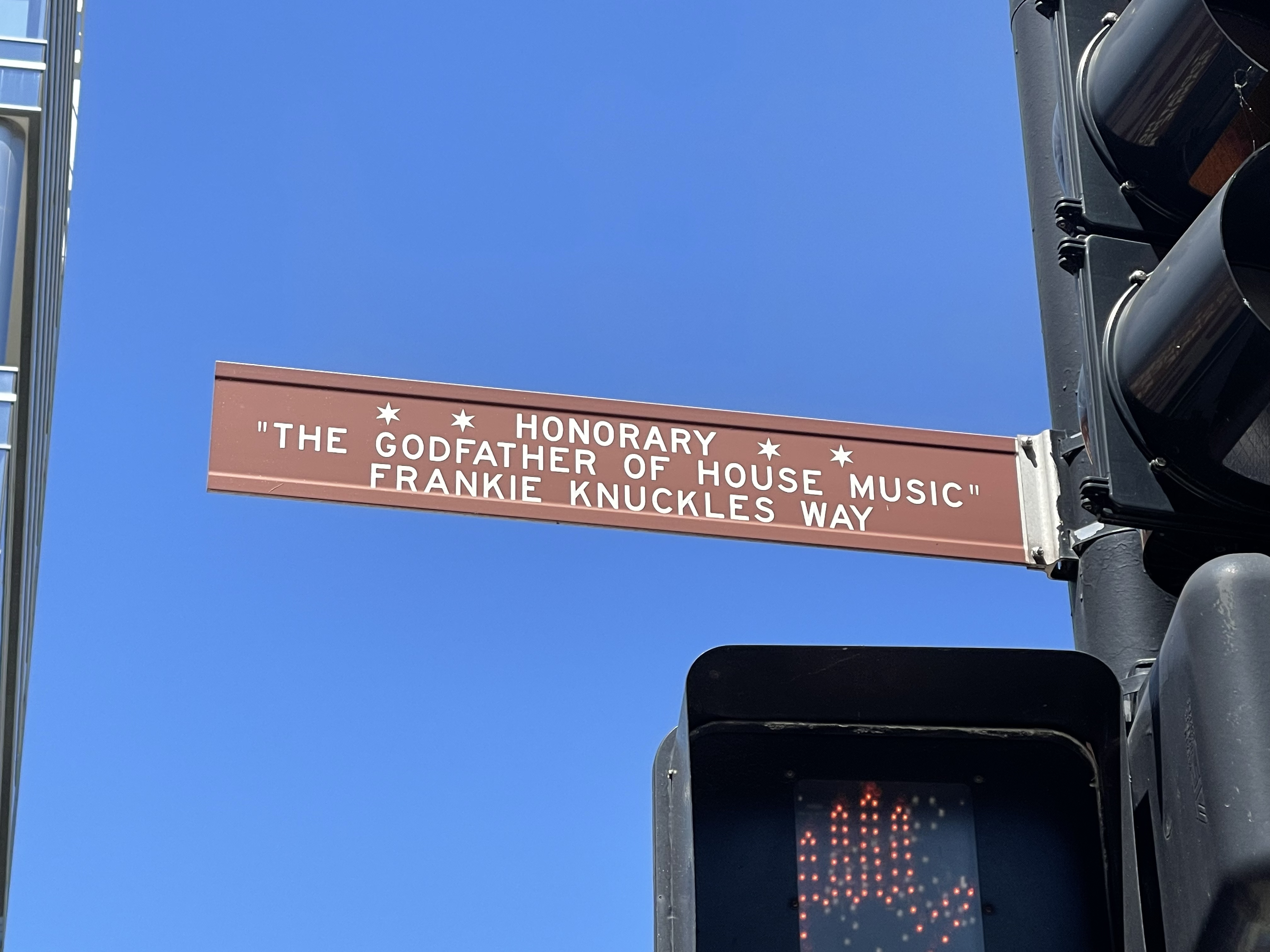
O secțiune a străzii Jefferson din Chicago, în apropierea locului fostului Warehouse, a fost redenumită „The Godfather of House Music” Frankie Knuckles Way în august 2004

În 1997, Knuckles a câștigat Premiul Grammy Pentru Cea Mai Bună Înregistrare Remixată, non-clasică. În 2004, orașul Chicago – care „a devenit notoriu în comunitatea dance din întreaga lume pentru că a adoptat așa-numita ordonanță anti-rave în 2000, care îi făcea pe cei care dețineau proprietăți, pe promotori și deejay susceptibili  de amenzi de 10000 de dolari pentru implicarea într-un petreceri de dans fără licență” – a denumit o porțiune de stradă din Chicago după Knuckles, unde se afla odată vechiul Warehouse, pe Jefferson Street, între Jackson Boulevard și Madison Street. Acea porțiune de stradă, numită Frankie Knuckles Way, a fost redenumită atunci când orașul a declarat data de 25 august 2004 drept Frankie Knuckles Day. Senatorul statului Illinois care a contribuit la realizarea acestui lucru a fost Barack Obama. În 2005, Knuckles a fost inclus în Dance Music Hall of Fame pentru realizările sale.

### DJ MagazineTop 100 DJs
| An   | Poziție | Ref.   |
| ---- | ------- | ------ |
| 1997 | 49      | [ 38 ] |
| 1998 | 54      | [ 38 ] |
| 1999 | 23      | [ 38 ] |
| 2000 | 69      | [ 38 ] |
| 2001 | 95      | [ 38 ] |
| 2002 | 78      | [ 38 ] |
| 2003 | 90      | [ 38 ] |

## Discografie
- Beyond the Mix (1991)
- Welcome to the Real World (1995)